# Hermandad de Jesús del Gran Poder (La Línea)

La Real, Venerable y Antigua Hermandad y Cofradía de Nazarenos de Nuestro Padre Jesús del Gran Poder, María Santísima Reina de los Ángeles y Santa Cruz de Jerusalén es una cofradía católica de la ciudad de La Línea de la Concepción que procesiona desde el centro histórico de la ciudad, durante la noche del Jueves Santo.

## Historia
La Hermandad de Jesús del Gran Poder fue erigida canónicamente el 3 de noviembre de 1902 y estando su residencia desde su comienzo en la Parroquia de la Inmaculada Concepción,  donde la imagen titular se encuentra en un altar junto al retablo mayor.
Un grupo de comerciantes de la ciudad fueron los precursores de la constitución de esta Hermandad, siendo el Sr. Obispo de la Diócesis D. José Rancés y Villanueva quien concedió el nombramiento canónico y aprobó sus primeros estatutos. El primer Director Espiritual y uno de los artífices en la consolidación de la Hermandad, fue el Reverendo Padre D. Laureano Pandelo Rodríguez, mientras que D. Manuel de los Santos fue el primer Hermano Mayor. Siendo Hermano Mayor Honorario el Rey S.M. D. Alfonso XIII, de ahí el título de Real de la Cofradía.
Una de las circunstancias más significativas de la Hermandad del Gran Poder ha sido la de haber contado la corporación con unos hermanos bienhechores en sus comienzos y que fueron personas de reconocida personalidad histórica, entre los que se encontraban Obispos, Duques, Marqueses y la Infanta Francisca Isabel de Borbón.
La primitiva imagen del Señor fue una talla de autor y procedencia desconocida y que poseía cabello natural. La imagen desapareció en los tristes sucesos de los años treinta, posiblemente incendiada así como gran parte del patrimonio.
Como aspectos curiosos en los primeros tiempos de esta Hermandad se recogían en su Libro de reglas lo siguiente   “Al hermano que se hallare en estado de suministrarle el viático, se le facilitarán por la Hermandad veinticuatro luces de mano, estandarte e insignia de la Cofradía y dos faroles de ésta. En caso de fallecimiento, se le facilitaran cuatro luces para el cadáver, paño para la cabecera, ataúd y coche, entierro de vigilia y nicho”.
Posteriormente en 1.940 la Hermandad adquirió su imagen actual, obra del imaginero sevillano D. Antonio Castillo Lastrucci, también formó parte del grupo escultórico una talla de Simón Cirineo, que se cree que incluso pudiera ser anterior a la talla del Señor.
En el año 1963 el pintor linense D. José Cruz Herrera hizo el estandarte representativo de la Hermandad. Así como la nueva cruz del Señor que fue realizada en los Talleres de Francisco Berlanga, siendo las cantoneras obra del orfebre D. Juan Borrero en el año 1992.
El año 2000 fue muy importante para la vida de esta Hermandad, con la adquisición y adaptación de la Casa Hermandad en la Calle Méndez Núñez, para poder salir con el nuevo paso del Señor, ya que por sus dimensiones no puede realizar su salida del Templo de la Inmaculada Concepción.
Otro proyecto de gran importancia y que se ha llevado a cabo durante los últimos ocho años aproximadamente, es la realización del nuevo paso realizado en madera tallada y detalles y cartelas en orfebrería dorada que sustituye al antiguo paso que por última vez en la Semana Santa de 1997 llevó al Señor del Gran Poder, de estilo neoclásico con motivos de estilo barroco, pintado en rojo inglés con relieve en oro que fue adquirido en Jerez de la Frontera a la Hermandad de la Sagrada Flagelación (Jerez), este era portado por cargadores.
Desde mediados de los noventa hasta ahora se han producido muchos acontecimientos importantes en la historia de esta Corporación.

## Medalla de oro de la ciudad
Conmemorándose en el año 2002 el primer Centenario fundacional de la Hermandad, recibiendo la Medalla de Oro de la ciudad por parte del Excelentísimo Ayuntamiento. Para tan importante efemérides se organizaron diversos actos, entre los que destacamos la Presentación del cartel conmemorativo, Pregón del centenario de la Hermandad, Salida procesional Extraordinaria y terminando los actos con la celebración de una Solemne Misa Pontifical.

## María Santísima Reina de los Ángeles
La Hermandad ha cumplido otro de sus grandes sueños, la Bendición de su imagen mariana, María Santísima Reina de los Ángeles, realizada en Sevilla por el imaginero José Antonio Navarro Arteaga y donada a la corporación del Jueves Santo por su hermano Don Juan Manuel Guzmán Fernández, el pasado 23 de marzo de 2012 en un acto en el Santuario de la Inmaculada, sede canónica de la Cofradía tuvo lugar el acto de Bendición, ocupando actualmente un lugar en el Templo en su altar de cultos.

## Pasos
En el paso de misterio aparece Jesús cargando la cruz camino del Calvario. Tras el mismo, Simón de Cirene ayuda al Señor a cargar el peso de su cruz.

## Paso por carrera oficial
| Predecesor: Almas y Angustias | Orden de entrada en Carrera Oficial (Jueves Santo) Tercer lugar | Sucesor: Cristo del Mar (Viernes Santo) |